# 和田尚子
和田尚子（わだ なおこ、6月21日 - ）は、日本の漫画家。女性。血液型はA型。
1982年、『ザ マーガレット』（集英社）1号に掲載された「ハイスクールB･G･M」にてデビュー。『別冊マーガレット』や『コーラス』（いずれも集英社）などで執筆している。代表作は、『片道切符』・『Flower〜フラワー〜』など。

## 主な作品一覧
- 遠い街の星あかり（1985年、全1巻）
- 1986年の夏物語（1986年、全1巻）
- エキストラプレーヤー（1987年、全1巻）
- ソルジャー（1988年、全1巻）
- ブロークンカップ（1989年、全1巻）
- きわどいパートナー（1990年、全1巻）
- レタス天国（1991年、全1巻）
- 夏休みが終わるまで（1992年、全1巻）
- ファースト*デイト（1993年、全1巻）
- ハッピーエンドの一片（1993年 - 1994年、デラックスマーガレット、全1巻）
- 片道切符 （1994年 - 1999年、デラックスマーガレット・別冊マーガレット、全9巻、文庫版全6巻）
- Flower〜フラワー〜 （2000年 - 2005年、別冊マーガレット、全10巻）
- 横濱キネマ・シーナリー （2006年、コーラス、全1巻）
- チ・カ・ラ（2008年 - 2009年、コーラス、全2巻）
- グッド・ハロー（2007年 - 2009年、デラックスマーガレット、全1巻）